# المرشد إلى علوم الإسلام
المرشد إلى علوم الإسلام أو كينغزين زينان (清真指南)، هو أطروحة فلسفية عن الإسلام كتبها الباحث الصيني الحنفي الماتريدي ما تشو [الإنجليزية] ونشرت لأول مرة في عام 1683. وقد أصبحت لاحقًا جزءًا من كتاب هان، وهو مجموعة من النصوص الإسلامية الصينية المكتوبة في أواخر عهد أسرة مينغ وأوائل عهد أسرة تشينغ.

## المحتويات
يمكن للتنانين أن تحلّق، وللنمور أن تعض، وللثيران أن تنطح، وللخيول أن تركل، وللديوك أن توقظ، وللكلاب أن تحرس، وللقردة أن تتسلق، وللفئران أن تحفر، ولدود القز أن يغزل، وللعناكب أن تنسج شبكات، وللنمل أن يصطف، وللنحل أن يصنع العسل — هيئاتها مختلفة، وكذلك قدراتها الخاصة؛ تتباين أغذيتها كما تتمايز أصواتها. وهذا يشبه الصنّاع حين يصنعون الأدوات: فرغم اختلاف أشكالها وتكويناتها — من مربع ومستدير، وأفقي وعمودي، وصغير وكبير، وطويل وقصير — فإن كلاً منها ملائم لوظيفته. نرى في دقة استعمالها ما يدل على براعة الصانع المدهشة. ولا يمكن لمن يتأمل مهارة الصانع العجيبة أن ينسبها إلى طبيعة الشيء ذاتها.
 ما تشو يستخدم حجة صانع الساعة

تحتوي المقدمة التي كتبها ما بنفسه على أقدم استخدام مسجل لمصطلح هويرو (回儒) في إشارة إلى علماء "المسلمين الكونفوشيوسيين". ويحتوي العمل أيضًا على ما يقرب من عشرين "مقدمة وإهداءات احتفالية"، بما في ذلك قصيدة كتبها والد ليو تشي يتألف العمل الرئيس من ثمانية مجلدات تغطي موضوعات مثل العقيدة الصحيحة والرأي، وتاريخ الإسلام، وعلم الكونيات الإسلامي، والشريعة. يزعم ما تشو أن الإسلام متفوق على الكونفوشيوسية، ويخصص مجلدًا كاملاً لإدانة الصوفيين غير التقليديين [الإنجليزية] والحداثيين الذين اكتسبوا أتباعًا في موطنه يونان: يكتب أن تعاليمهم وممارساتهم تنتهك الشريعة والكونفوشيوسية ويوصي "بالاضطهاد الرسمي" لهم.

## تاريخ النشر
رغبة منه في نشر رسالة الإسلام في جميع أنحاء الصين والحصول على اعتراف رسمي من الإمبراطور كانغشي باعتباره سيدًا، أكمل ما تشو أقدم مخطوطة لكتاب تشينغتشين جينان في عام 1683. وبعد ذلك قام بجولة في الصين، حيث التقى بالعلماء البارزين في الأهونغ والعلماء الإسلاميين لجمع ردود الفعل على كتابه. خضع العمل لعدة مراجعات، وتم نشر الطبعة النهائية في عام 1710. وفقًا ليوان لين تساي، فإن كتاب تشينغتشن جينان هو "أول عمل تمهيدي شامل للإسلام باللغة الصينية". وقد تم جمعه لاحقًا في كتاب هان، وهو مجموعة من النصوص الإسلامية الصينية المكتوبة في أواخر عهد أسرة مينغ وأوائل عهد أسرة تشينغ.

## الاستقبال
وقد أشاد المسلمون الصينيون بكتاب "كينغزين زينان" و"أصبح على الأرجح العمل الأكثر احترامًا من بين العديد من الأعمال التي كتبها علماء مسلمون صينيون"، لكنه تلقى "استجابة أقل حماسًا" من المفكرين الكونفوشيوسيين المعاصرين الذين كانوا "محافظين وكارهين للأجانب إلى حد ما". وفقًا لجوناثان ليبمان، في كتابه الصادر عام 2016 بعنوان الفكر الإسلامي في الصين، فإن كتابكينغزين زينان "لم ينجح في إقناع غير المسلمين بقوة الله الكونية" ولكنه "لا يزال يحظى بشعبية بين المسلمين الصينيين، الذين يجمعون بين الثقافتين الصينية والإسلامية في حياتهم الفكرية والدينية". اتهم يوان لين تساي ما بالتحيز، بينما ذكر أن عمله "أقل فلسفية بكثير" من عمل وانغ داي يو [الإنجليزية] وفشل في تقديم "مساهمة جوهرية في الخطاب المقارن بين الإسلام والكونفوشيوسية". وفقًا للباحث كريستيان بيترسن، كان العمل "الضخم" الذي قام به ما جزءًا من جهد "مهد الطريق لإعادة تصميم مهمة للتعليم والمنح الدراسية الإسلامية في السياق الصيني".

## ملحوظات
1. ↑  عادةً ما يُترجم للإنجليزي: (بوصلة الإسلام)[1] أو (مرشد الإسلام).[2]
2. ↑  ويُترجم في الإنجليزية إلى (دليل علوم الإسلام)[3][4]

### الاستشهادات
1. ↑  Petersen، Kristian (27 يوليو 2021). "The Rich History of China's Islam". Newlines Magazine. مؤرشف من الأصل في 2024-12-10.
2. 1 2  Böwering 2012، صفحة 10.
3. ↑  Wain 2016، صفحة 34.
4. ↑  Muhammad Syafiq Borhannuddin (15 سبتمبر 2018). "China's forgotten legacy of Islam". New Straits Times. مؤرشف من الأصل في 2024-11-27.
5. ↑  Petersen 2014، صفحة 343.
6. ↑  Frankel 2010، صفحة 10.
7. 1 2  Lipman 2011، صفحة 81.
8. 1 2 3  Lipman 2011، صفحة 80.
9. ↑  Jin 2017، صفحة 68.
10. 1 2 3  Tsai 2020، صفحة 24.
11. ↑  Thomas & Chesworth 2018، صفحة 641.
12. ↑  Stewart 2018، صفحة 479.
13. ↑  Lipman 2016، صفحة 29.

### فهرس
- Böwering، Gerhard (2012). "Preliminary Observations on Islamic Ethics in the Chinese Context" (PDF). Journal of International Business Ethics. ج. 5 ع. 2. مؤرشف من الأصل (PDF) في 2024-10-11.
- Frankel، James D. (2010). "Review: Being What We Read: Perennialism in Chinese Islamic Studies". China Review International. University of Hawai'i Press. ج. 17 ع. 1: 8–12. مؤرشف من الأصل في 2024-03-27.
- Jin، Yijiu (2017). Islam. Brill. ISBN:9789047428008.
- Lipman، Jonathan (2011). Familiar Strangers: A History of Muslims in Northwest China. مطبعة واشنطن. ISBN:9780295800554.
- Lipman، Jonathan (2016). Islamic Thought in China: Sino-Muslim Intellectual Evolution from the 17th to the 21st Century. Edinburgh University Press. ISBN:9781474402286.
- Petersen، Kristen (2014). "Shifts in Sino-Islamic Discourse: Modelling religious authority through language and travel". Modern Asian Studies. مطبعة جامعة كامبريدج: 340–369. مؤرشف من الأصل في 2021-08-18.
- Stewart، Alexander (1 سبتمبر 2018). "Islamic Thought in China: Sino-Muslim Intellectual Evolution from the 17th–21st Century Edited by Jonathan Lipman (Review)". دورية الدراسات الإسلامية. ج. 29 ع. 3: 478–482. مؤرشف من الأصل في 2021-08-17.
- Thomas، David؛ Chesworth، John A. (2018). Christian-Muslim Relations. A Bibliographical History. Volume 12 Asia, Africa and the Americas (1700-1800). Brill. ISBN:9789004384163.
- Tsai، Yuan-lin (2020). "Ma Zhu's Qingzhen Zhinan". في Scott، Gregory Adam؛ Travagnin، Stefania (المحررون). Intellectual History of Key Concepts. Walter de Gruyter GmbH & Co KG. ISBN:9783110547825.
- Wain، Alexander (2016). "Islam in China: The Hān Kitāb Tradition in the Writings of Wang Daiyu, Ma Zhu and Liu Zhi: With a Note on Their Relevance for Contemporary Islam". Islam and Civilisational Renewal. ج. 7. DOI:10.12816/0027166. hdl:10023/23961. مؤرشف من الأصل في 2021-08-17.